# 水原泰介
水原 泰介（みずはら たいすけ、1921年7月14日 - 1989年9月14日）は、日本の社会心理学者。
広島県生まれ。1944年9月東京帝国大学文学部心理学科卒。大学院に進み、1946年副手。1952年お茶の水女子大学助教授、1958年名古屋大学教育学部助教授、1964年9月東京大学教養学部助教授（心理学）、1974年東大文学部教授（社会心理学）、1982年定年退官、名誉教授、駒澤大学教授。没後、正四位勲三等旭日中綬章受勲。
1971年10月 東京大学 文学博士。論文の題は「態度の形成・変化と認知構造」。

## 著書
- 『グループダイナミックス』中山書店 心理学講座 1954
- 『社会心理学入門 理論と実験』東京大学出版会 UP選書 1981

### 共編著
- 『幼児保育の知識』平井信義,松村康平共編 金子書房 1953
- 『グループダイナミックス 世論』池内一共著 中山書店 心理学講座 1954
- 『社会心理学』編 東京大学出版会 講座心理学 1971
- 『個人の社会行動』編 東京大学出版会 講座社会心理学 1977
- 『コミュニケーションの社会心理学』辻村明共編 東京大学出版会 1984